# Feketefejű szíbia
A feketefejű szíbia (Heterophasia desgodinsi) a madarak osztályának verébalakúak (Passeriformes) rendjébe és a Leiothrichidae családjába tartozó faj.
A magyar neve forrással nincs megerősítve.

## Rendszerezés
A fajt Émile Oustalet francia zoológus írta le 1877-ben, a Sibia nembe Sibia Desgodinsi néven. Helyezték a Malacias nembe Malacias desgodinsi néven is.

## Alfajai
- Heterophasia desgodinsi desgodinsi (Oustalet, 1877)
- Heterophasia desgodinsi engelbachi (Delacour, 1930)
- Heterophasia desgodinsi kingi J. C. Eames, 2002
- Heterophasia desgodinsi robinsoni (Rothschild, 1921)
- Heterophasia desgodinsi tonkinensis (Yen, 1934)[2]

## Előfordulása
Délkelet-Ázsiában, Kína, Laosz, Mianmar és Vietnám területén honos. Természetes élőhelyei a szubtrópusi vagy trópusi hegyi esőerdők. Állandó, nem vonul faj.

## Megjelenése
Testhossza 21,5-24,5 centiméter, testtömege 35-49 gramm.

## Életmódja
Rovarokkal, bogyókkal és nektárral táplálkozik.

## Természetvédelmi helyzete
Az elterjedési területe nagy, egyedszáma ugyan csökkenő, de még nem éri el a kritikus szintet. A Természetvédelmi Világszövetség Vörös listáján nem fenyegetett fajként szerepel.